# Speak – Die Wahrheit ändert alles
Speak – Die Wahrheit ändert alles (Originaltitel: Speak) ist ein US-amerikanisches Filmdrama aus dem Jahr 2004 mit Kristen Stewart in der Hauptrolle. Sie zeigt die Situation eines etwa 14-jährigen Mädchens, das vergewaltigt wurde und sich nicht überwinden kann, darüber zu reden. Die Story des Films basiert auf dem Buch Sprich (engl. Speak) von Laurie Halse Anderson.
Premiere hatte der Film am 20. Januar 2004 beim Sundance Film Festival. In Deutschland erschien der Film mehr als zehn Jahre später, am 14. Dezember 2014, direkt auf DVD und Blu-ray.

## Handlung
Melinda wurde in den Sommerferien auf der Party einer Freundin von Andy Evans vergewaltigt. Völlig kopflos rief sie die Polizei, konnte jedoch niemandem sagen, was geschehen war. Ihre alten Freunde wandten sich von ihr ab, weil sie scheinbar grundlos die Polizei gerufen hatte. Melinda ist seitdem völlig verunsichert und redet so gut wie gar nicht mehr. Nun fängt die Schule wieder an, und sie kommt auf die Highschool. Am ersten Schultag lernt sie Heather kennen, ein Mädchen, das auch neu auf die Highschool kommt. In der Schule ist Melinda ruhig und zurückhaltend, sie kann nicht ausdrücken, was sie empfindet oder gerne sagen möchte.
Lediglich im Kunstunterricht kann sie zeigen, was sie bewegt. Ihr Kunstlehrer Mr. Freeman erkennt sehr schnell, wie es um sie bestellt ist. Der sehr korrekte Mr. Neck hingegen ist ihr gegenüber eher feindselig eingestellt. Auch er bemerkt, dass Melinda nicht gerne redet, und fordert von ihr einen mündlichen Vortrag, welchen sie selbstverständlich nicht zustande bringt. Melindas Schulnoten gehen immer weiter in den Keller. Dazu kündigt ihr auch noch Heather die Freundschaft, da sie der Meinung ist, Melinda sei depressiv, und sie sich daher nicht mehr mit ihr sehen lassen will. Unterstützt wird sie in dieser schwierigen Situation von ihrem neuen Freund Dave Petrakis. Auch er hält Melinda an, mehr aus sich herauszugehen und mehr zu reden. Um sich von der Welt noch mehr zu isolieren, richtet sich Melinda eine Art eigenes Zimmer in einer Abstellkammer in der Schule ein. Hier malt sie Bilder und kann so ihre Gefühle ausdrücken.
Inzwischen kann Melinda ihre Gedanken und Gefühle nur noch schwer für sich behalten, vor allem, da sie nun Schuldgefühle ihrer ehemaligen besten Freundin Rachel gegenüber empfindet. Diese hat sich seit der Party mit ihr zerstritten und ist nun mit Andy Evans zusammen. Melinda befürchtet, Andy könnte Rachel auch vergewaltigen, traut sich jedoch nicht, mit ihr darüber zu reden.
Ihre Blockade wird erst richtig gelöst, als Heather wieder zu ihr zurückkommt und sie um einen Gefallen bittet. Melinda spricht zuerst nicht, wird dann aber wütend und weist Heather ab. Am nächsten Tag versucht sie, in der Bibliothek mit Rachel zu reden, bringt jedoch nicht ein Wort heraus. Sie behilft sich, indem sie auf einen Notizblock schreibt, dass sie vergewaltigt wurde. Rachel ist vollkommen aufgerüttelt, doch als Melinda ihr erzählt, dass Andy der Vergewaltiger sei, zieht Rachel wütend ab. Dennoch nagen an ihr Ängste, Melinda könnte recht haben. Bald verbreitet sich die Nachricht in der ganzen Schule. Andy, der natürlich auch davon gehört hat, greift Melinda in ihrem Abstellraum an und möchte sie zwingen zu behaupten, gelogen zu haben. Diesmal kann sie sich seiner jedoch erwehren. Kurz bevor ihr Kampf eskaliert, öffnet eine Spielerin des Lacrosseteams der Schule die Tür, in Begleitung der gesamten Mannschaft. Melinda verlässt den Raum und lässt Andy bei den Mädchen zurück, die ebenfalls von dem Vorfall erfahren haben und ihn nicht herauslassen. Melinda öffnet sich endlich und spricht, am Ende des Filmes auch mit ihrer Mutter, über die Vergewaltigung.

## Rezensionen
Das Publikum bewertet Speak relativ gut, so erhält der Film in der Internet Movie Database bei mehr als 20.600 abgegebenen Stimmen eine durchschnittliche Bewertung von 7.4 der möglichen 10 Punkte, im Filmbewertungsportal Rotten Tomatoes erhält er ein Zuschauer-Rating von 81 %. Auch im deutschsprachigen Filmportal Moviepilot erreichte Speak eine Bewertung von 7.9 der 10 möglichen Punkten.
Der Filmdienst meint der Film sei ein „behutsam inszeniertes Jugenddrama mit einer noch jungen, glaubhaft agierenden Kristen Stewart als Hauptdarstellerin“. Für Neil Genzlinger von der New York Times kommt Speak dem Ton seiner literarischen Vorlage nicht annähernd nahe, sei jedoch insbesondere durch die hervorragende Leistung von Hauptdarstellerin Kristen Stewart immer noch eine gelungene Darstellung des schwierigen Themas der Folgen einer Vergewaltigung. Auch die schauspielerische Leistung Steve Zahns steche hervor, jedoch koste den Film die karikative Darstellung der restlichen Figuren Glaubwürdigkeit. Chris Parry von eFilmCritic.com äußert sich enthusiastisch über den Film und lobt ebenfalls die Leistung der Schauspieler, wobei er neben Stewart und Zahn auch Elizabeth Perkins hervorhebt, die im Film die Mutter Melindas verkörpert. Für ihn sei Speak der Beweis, dass eine gute Independent-Filmproduktion immer in der Lage sei, teure Studio-Produktionen zu übertreffen.

## Nominierungen und Auszeichnungen
Im Jahr 2004 wurde Speak auf dem Woodstock Film Festival mit dem Audience Award für Jessica Sharzer als Beste Erzählerin (Best Narrative Speaker) ausgezeichnet. 2006 folgten eine Nominierung für den DGA Award in der Kategorie Außergewöhnliche Leistungen als Direktor (Outstanding Directorial Achievement in Children's Programs) für Jessica Sharzer und den WGA Award für Children's Script – Long Form, ebenfalls für Sharzer sowie die Co-Autorin Annie Young Frisbie.